# Geenius
Geenius (em coreano:  지니어스; RR: Jinieoseu) é um grupo feminino sul-coreano da HOMe. O grupo é composto por cinco membros: Yeyoung, Sion, Mika, Zoe e Andamiro. Elas estrearam no dia 5 de janeiro de 2024, com o single digital "Voyage".

## História

### Pré-debut
Alguns membros já estiveram envolvidos na indústria do entretenimento antes de ingressar no grupo. Zoe participou do reality show de sobrevivência Mix Nine da JTBC. Ela foi eliminada no episódio 10 após ficar em 39º lugar.  Yeyoung e Sion eram concorrentes do reality show de sobrevivência Girls Planet 999, Sion foi eliminada no episódio 5, classificando-se no K28, enquanto Yeyoung foi eliminada no episódio 8, classificando-se no K17, incapaz de estrear na escalação final de estreia.
Em 20 de dezembro de 2023, em comunicado à imprensa, foi revelado que a agência Sure Place estrearia um novo grupo feminino, chamado Geenius, e abriria suas próprias contas no SNS. Através das contas do SNS, um teaser em breve indicou que eles estão prontos para estrear em breve. No dia seguinte, eles começaram a revelar seus membros como líder Yeyoung, Sion, Mika, Zoe e a maknae Andamiro. Junto com os integrantes, eles revelaram sua data de estreia em 5 de janeiro de 2024 com o single digital "Voyage".
Enquanto na primeira semana de sua fase de pré-estréia, foi relatado que o grupo era anteriormente conhecido como Bebez na Blockberry Creative, mas todos os membros deixaram a agência depois que seus contratos exclusivos expiraram e assim assinaram novos contratos com a Sure Place. No entanto, poucos dias antes de sua estreia em 2024, notícias recentes revelaram que sua agência real é a HOMe, uma sub-marca da Sure Place criada por ex-diretores criativos da Blockberry.

### 2024: Debut com Voyage
No dia 5 de janeiro, foi anunciado que eles fariam sua estreia no dia 13 de janeiro com o single digital "Voyage".

## Membros
- Yeyoung (예영)
- Sion (시온)
- Mika (미카)
- Zoe (조에)
- Andamiro (안다미로)

## Discografia

### Singles
| Título                                                                                | Ano  | Posições nos charts | Álbum             |
| Título                                                                                | Ano  | KOR Down.           | Álbum             |
| ------------------------------------------------------------------------------------- | ---- | ------------------- | ----------------- |
| "Voyage"                                                                              | 2024 | –                   | Non-album singles |
| "—" denota uma gravação que não entrou nas paradas ou não foi lançada naquela região. |      |                     |                   |

## Videografia

### Vídeos musicais
| Título   | Ano  | Diretor(es) | Ref.  |
| -------- | ---- | ----------- | ----- |
| "Voyage" | 2024 |             | [ 8 ] |